# Ezequiel Scarione
Ezequiel Oscar Scarione (José C. Paz, Argentina, 14 de julio de 1985) es un futbolista argentino. Juega de mediocampista o volante izquierdo y actualmente se encuentra sin equipo, al finalizar su contrato en el Ankaragucu de la Superliga de Turquía. Su primer equipo fue el Boca Juniors de la Primera División de Argentina.

## Trayectoria

### Inicios
Hizo las categorías inferiores en Boca Juniors, donde debutó profesionalmente el 13 de febrero de 2005 por el Torneo Clausura 2005. En aquel encuentro disputó los últimos 22 minutos en el empate 2-2 ante Lanús. Su segundo y último partido con el Boca fue el 11 de junio, en la derrota 1-3 ante Arsenal de Sarandí. Luego fue transferido al Deportivo Cuenca de Ecuador, donde disputó 23 partidos y marcó 8 goles.

### Llegada al fútbol suizo
A mediados del 2006 fue trasferido al FC Thun de Suiza donde luego de dos buenas temporadas no pudo evitar el descenso. Luego de jugar medio año en el ascenso de Suiza fue cedido por 6 meses al FC Luzern del mismo país, pero para disputar la Primera División, donde esta vez si pudo salvar a su equipo del descenso al ganar los play-offs, en los cuales contribuyó con un gol. A mitad del 2009 volvió al FC Thun para disputar la Segunda División y tras un año duro en el que Scarione fue figura contribuyendo con 18 goles en 28 encuentros, lograron el tan esperado ascenso. A la temporada siguiente se quedó para disputar la Superliga de Suiza 2010/11. Luego fue vendido al FC St. Gallen para disputar por tercera vez el ascenso de suiza, y sin inconvenientes lograron el título de segunda y la vuelta a primera. Para la Superliga de Suiza 2012/13, Scarione tendría una gran temporada la cual le permitió que le llegaran varias ofertas de clubes europeos.

### Kasımpaşa SK
Luego para la temporada 2013/14 fue trasferido al Kasımpaşa SK de Turquía. En su primer año marcó 16 goles en 34 encuentros siendo la figura del equipo en la Superliga. La temporada siguiente, 2014/15, siguió con sus buenas actuaciones en la liga para que el Kasimpasa pueda permanecer en la primera división. Ya para lo que resta del año 2015, Scarione se ha convertido en el emblema del equipo.

## Selección nacional
Durante el año 2006 fue internacional con la Selección sub-20 de Argentina. En este periodo participó en 7 partidos en los cuales pudo marcar 3 goles. Luego de ello no fue convocado ni tenido en cuenta para la selección mayor.

## Clubes
| Club               | País      | Año         |
| ------------------ | --------- | ----------- |
| Boca Juniors       | Argentina | 2002 - 2005 |
| Deportivo Cuenca   | Ecuador   | 2005 - 2006 |
| FC Thun            | Suiza     | 2006 - 2008 |
| FC Luzern (cedido) | Suiza     | 2009        |
| FC Thun            | Suiza     | 2009 - 2011 |
| FC St. Gallen      | Suiza     | 2011 - 2013 |
| Kasımpaşa SK       | Turquía   | 2013 - 2016 |
| Maccabi Tel Aviv   | Israel    | 2016 - 2017 |
| Göztepe SK         | Turquía   | 2017 - 2019 |
| Ankaragucu         | Turquía   | 2019 - 2020 |

## Estadísticas
| Club | Div.                | Temporada           | Liga | Liga | Liga | Copas Nacionales(1) | Copas Nacionales(1) | Copas Nacionales(1) | Copas Internacionales(2) | Copas Internacionales(2) | Copas Internacionales(2) | Total | Total | Total | Prom. · |
| Club | Div.                | Temporada           | PJ   | G    | A    | PJ                  | G                   | A                   | PJ                       | G                        | A                        | PJ    | G     | A     | Prom. · |
| --- | ------------------- | ------------------- | ---- | ---- | ---- | ------------------- | ------------------- | ------------------- | ------------------------ | ------------------------ | ------------------------ | ----- | ----- | ----- | ------- |
| Boca Juniors Argentina | 1°                  | 2005/06             | 2    | 0    | 0    | -                   | -                   | -                   | 0                        | 0                        | 0                        | 2     | 0     | 0     | 0,00    |
| Boca Juniors Argentina | Total               | Total               | 2    | 0    | 0    | -                   | -                   | -                   | 0                        | 0                        | 0                        | 2     | 0     | 0     | 0,00    |
| Deportivo Cuenca · Ecuador | 1°                  | 2005/06             | 10   | 2    | 0    | -                   | -                   | -                   | -                        | -                        | -                        | 10    | 2     | 0     | 0,20    |
| Deportivo Cuenca · Ecuador | 1°                  | 2006/07             | 13   | 6    | 0    | -                   | -                   | -                   | 0                        | 0                        | 0                        | 13    | 6     | 0     | 0,46    |
| Deportivo Cuenca · Ecuador | Total               | Total               | 23   | 8    | 0    | -                   | -                   | -                   | 0                        | 0                        | 0                        | 23    | 8     | 0     | 0,35    |
| FC Thun · Suiza | 1°                  | 2006/07             | 11   | 1    | 1    | 0                   | 0                   | 0                   | -                        | -                        | -                        | 11    | 1     | 1     | 0,10    |
| FC Thun · Suiza | 1°                  | 2007/08             | 31   | 6    | 2    | 4                   | 2                   | 0                   | -                        | -                        | -                        | 35    | 8     | 2     | 0,23    |
| FC Thun · Suiza | 2°                  | 2008/09             | 13   | 6    | 0    | 3                   | 1                   | 0                   | -                        | -                        | -                        | 16    | 7     | 0     | 0,44    |
| FC Thun · Suiza | 2°                  | 2009/10             | 28   | 18   | 0    | 4                   | 2                   | 0                   | -                        | -                        | -                        | 32    | 20    | 0     | 0,62    |
| FC Thun · Suiza | 1°                  | 2010/11             | 18   | 7    | 5    | 3                   | 3                   | 1                   | -                        | -                        | -                        | 21    | 10    | 6     | 0,48    |
| FC Thun · Suiza | Total               | Total               | 101  | 38   | 8    | 14                  | 8                   | 1                   | -                        | -                        | -                        | 115   | 46    | 9     | 0,40    |
| FC Luzern · Suiza | 1°                  | 2008/09             | 16   | 1    | 5    | 2                   | 0                   | 0                   | -                        | -                        | -                        | 18    | 1     | 5     | 0,06    |
| FC Luzern · Suiza | Total               | Total               | 16   | 1    | 5    | 2                   | 0                   | 0                   | -                        | -                        | -                        | 18    | 1     | 5     | 0,06    |
| FC St. Gallen · Suiza | 1°                  | 2010/11             | 15   | 2    | 5    | 0                   | 0                   | 0                   | -                        | -                        | -                        | 15    | 2     | 5     | 0,13    |
| FC St. Gallen · Suiza | 2°                  | 2011/12             | 30   | 15   | 0    | 4                   | 3                   | 0                   | -                        | -                        | -                        | 34    | 18    | 0     | 0,53    |
| FC St. Gallen · Suiza | 1°                  | 2012/13             | 36   | 21   | 9    | 3                   | 1                   | 0                   | -                        | -                        | -                        | 39    | 22    | 9     | 0,56    |
| FC St. Gallen · Suiza | Total               | Total               | 81   | 38   | 14   | 7                   | 4                   | 0                   | -                        | -                        | -                        | 88    | 42    | 14    | 0,48    |
| Kasımpaşa SK Turquía | 1°                  | 2013/14             | 34   | 16   | 6    | 2                   | 0                   | 0                   | -                        | -                        | -                        | 36    | 16    | 6     | 0,44    |
| Kasımpaşa SK Turquía | 1°                  | 2014/15             | 32   | 13   | 5    | 1                   | 1                   | 0                   | -                        | -                        | -                        | 33    | 14    | 5     | 0,42    |
| Kasımpaşa SK Turquía | 1°                  | 2015/16             | 28   | 11   | 0    | 0                   | 0                   | 0                   | -                        | -                        | -                        | 28    | 11    | 0     | 0,39    |
| Kasımpaşa SK Turquía | Total               | Total               | 94   | 40   | 11   | 3                   | 1                   | 0                   | -                        | -                        | -                        | 97    | 41    | 11    | 0,42    |
| Maccabi Tel Aviv Israel | 1°                  | 2016-17             | 19   | 5    | 3    | 4                   | 1                   | 0                   | 7                        | 4                        | 0                        | 30    | 10    | 3     | 0,33    |
| Maccabi Tel Aviv Israel | Total               | Total               | 19   | 5    | 3    | 4                   | 1                   | 0                   | 7                        | 4                        | 0                        | 30    | 10    | 3     | 0,33    |
| Göztepe SK Turquía | 1°                  | 2017/18             | 17   | 2    | 2    | 0                   | 0                   | 0                   | -                        | -                        | -                        | 17    | 2     | 2     | 0,18    |
| Göztepe SK Turquía | Total               | Total               | 17   | 2    | 2    | 0                   | 0                   | 0                   | -                        | -                        | -                        | 17    | 2     | 2     | 0,18    |
| Ankaragücü Turquía | 1°                  | 2018/19             | 5    | 0    | 0    | 0                   | 0                   | 0                   | -                        | -                        | -                        | 5     | 0     | 0     | 0,00    |
| Ankaragücü Turquía | 1°                  | 2019/20             | 14   | 4    | 0    | 0                   | 0                   | 0                   | -                        | -                        | -                        | 14    | 4     | 0     | 0,28    |
| Ankaragücü Turquía | Total               | Total               | 19   | 4    | 0    | 0                   | 0                   | 0                   | -                        | -                        | -                        | 19    | 4     | 0     | 0,21    |
| Total en su carrera | Total en su carrera | Total en su carrera | 372  | 136  | 43   | 30                  | 14                  | 1                   | 7                        | 4                        | 0                        | 409   | 154   | 44    | 0,38    |
| (1)Incluye Copa Suiza, Copa de Turquía y Copa de Israel. (2)Incluye Copa Libertadores, Copa Sudamericana y Liga Europa de la UEFA. |                     |                     |      |      |      |                     |                     |                     |                          |                          |                          |       |       |       |         |

## Palmarés

### Campeonatos nacionales
| N.º | Título           | Equipo        | País  | Año     |
| --- | ---------------- | ------------- | ----- | ------- |
| 1   | Challenge League | FC Thun       | Suiza | 2009/10 |
| 2   | Challenge League | FC St. Gallen | Suiza | 2011/12 |

### Distinciones individuales
| Distinción                            | Año     |
| ------------------------------------- | ------- |
| Máximo goleador de la Superliga Suiza | 2012/13 |